# 邓杰威
邓杰威（1991年2月19日—），广东东莞人，曾创建“飞越SS”、“影梭云”网站，并因此被判提供侵入、非法控制计算机信息系统程序、工具罪。

## 生平
2015年10月，邓杰威在家中创建“飞越SS”网站，出售VPN翻墙软件账户。2016年与江志锋一起经营网站。2016年5月1日，“飞越SS”改名为“影梭云”。该网站共盈利13957.57元。
2016年8月24日，邓杰威被公安机关羁押，8月25日被刑事拘留，10月1日被逮捕。2017年1月12日，被东莞市第一市区人民检察院起诉。3月1日，广东省东莞市第一人民法院判决邓杰威犯提供侵入、非法控制计算机信息系统程序、工具罪，判处有期徒刑九个月，并处罚金人民币5000元。

## 评价
一些微博网友对邓杰威的判决表示无法理解。